# 永瀬さらさ
永瀬 さらさ（ながせ さらさ、5月26日 - ）は、日本の小説家。京都市在住。

## 経歴
『精霊歌士と夢見る野菜』が第11回角川ビーンズ小説大賞の奨励賞と読者賞をダブル受賞、同作で作家デビュー。

## 作品リスト
ライトノベル
- 精霊歌士と夢見る野菜（2013年11月 - 2014年8月、角川ビーンズ文庫、全3巻）
- ドイツェン宮廷楽団譜（2016年12月 - 2017年7月、角川ビーンズ文庫、全2巻）
- 悪役令嬢なのでラスボスを飼ってみました（2017年9月 - 、角川ビーンズ文庫、既刊11巻（2022年12月現在））
- やり直し令嬢は竜帝陛下を攻略中（2020年3月 - 、角川ビーンズ文庫、既刊7巻（2024年2月現在））

ライト文芸
- 法律は嘘とお金の味方です。（2018年7月 - 2020年8月、集英社オレンジ文庫、全3巻）
- 鬼恋語リ（2020年2月、集英社オレンジ文庫、全1巻）
- 聖女失格（2022年2月 - 、集英社オレンジ文庫、既刊2巻（2022年11月現在））